# Hokej na travi na OI 1908.
Olimpijske igre 1908. su se održale u Ujedinjenom Kraljevstvu, u Londonu.
To je bio prvi turnir u športu hokeju na travi ikada na Olimpijskim igrama.

## Vrijeme održavanja
Turnir se održao od 29. listopada, kad su se igrali susreti četvrt- i poluzavršnice do 31. listopada, kad se održala završnica.

## Momčadi sudionice
Na turniru u hokeju na travi na OI 1908. u Londonu, sudjelovalo je šest sastava iz tri države, momčadi iz saveza u hokeju na travi iz države domaćina, Ujedinjenog Kraljevstva: Engleske, Škotske, Irske i Walesa, zatim Njemačke, koja je poslala sastav jednog kluba koji je igrao u prvenstvu, a Francuska je poslala momčad koju su činili igrači triju klubova.

## Sastavi
| - R. P. Aublin - David Baidet - Raoul Benoist - André Bonnal - Louis Gautier - Daniel Maurice Girard - Charles Pattin - Louis Poupon - Frédéric Roux - René Salarnier (vratar) - Louis Saulnier | - Alfons Brehm - Elard Dauelsberg - Franz Diederichsen - Carl Ebert (vratar) - Jules Fehr - Mauricio Galvao - Raulino Galvao - Fritz Möding - Friedrich Wilhelm Rahe - Albert Studemann - Friedrich Uhl |

### Uj. Kraljevstvo
| - Louis Baillon - Harry Freeman - Eric Green - Gerald Logan - Alan Noble - Edgar Page - Reggie Pridmore - Percy Rees - John Yate Robinson - Stanley Shoveller - Harvey Wood (vratar) - Edward Allman-Smith - Henry Brown - Walter Campbell - William Graham - Richard Gregg - Edward Holmes (vratar) - Robert Kennedy - Henry Murphy - Walter Peterson - Charles Power - Frank Robinson | - Alexander Burt (vratar) - John Burt - Alastair Denniston - Charles Foulkes - Hew Fraser - James Harper-Orr - Ivan Laing - Hugh Neilson - William Orchardson - Norman Stevenson - Hugh Walker - Frederick Connah - Llewellyn Evans - Arthur Law - Richard Lyne - Wilfred Pallot - Frederick Phillips - Edward Richards - Charles Shephard - Bertrand Turnbull (vratar) - Philip Turnbull - James Williams |

## Rezultati

### Prvi krug
| 29. listopada 1908.                                      |        |            |  |
| Engleska                                                 | 10 : 1 | Francuska  |  |
| Green [1] Prindmore [3] Shoveller [3] Logan [2] Rees [1] |        | [1] Poupon |  |

| 29. listopada 1908.           |       |          |  |
| Škotska                       | 4 : 0 | Njemačka |  |
| Burt [2] Laing [1] Walker [1] |       |          |  |

### Poluzavršnica
Nije bilo doigravanja za treće mjesto, tako da su obje poražene momčadi iz poluzavršnice primile brončana odličja.
| 29. listopada 1908. |       |                                      |  |
| Škotska             | 1 : 6 | Engleska                             |  |
| Walker [1]          |       | [3] Pridmore [2] Shoveller [1] Logan |  |

| 29. listopada 1908.              |       |              |  |
| Irska                            | 3 : 1 | Wales        |  |
| Robinson [1] Gregg [1] Power [1] |       | [1] Williams |  |

### Dodatni susret
Susret između dvaju momčadi s kontinenta se odigrao između poluzavršnice i završnice. I Francuska i Njemačka su izgubile u prvom krugu te se stoga dodatni susret može smatrati kao susret za 5. i 6. mjesto, iako službena izvješća to ne spominju.
| 30. listopada 1908. |       |           |  |
| Njemačka            | 1 : 0 | Francuska |  |
| Möding [1]          |       |           |  |

### Završnica
Službeno izvješće pripovijeda što se zbivalo na susretu sve do stanja kad je bilo 5:1 za Englesku, a potom prekida sve opise šta se dalje zbivalo. U daljnjem tekstu je samo stajalo da je "do tog trenutka Engleska preuzela kontrolu nad igrom i pobijedila je s osam prema jedan.
| 31. listopada 1908.                   |       |              |  |
| Engleska                              | 8 : 1 | Irska        |  |
| Prindmore [4] Shoveller [2] Logan [2] |       | [1] Robinson |  |

Pobijedila je Engleska, a susret za treće mjesto se nije igrao.

## Završni poredak
| Momčadi |           |
| Zlato   | Engleska  |
| Srebro  | Irska     |
| Bronca  | Škotska   |
| Bronca  | Wales     |
| 5.      | Njemačka  |
| 6.      | Francuska |

| Olimpijski prvaci 1908.     |
| --------------------------- |
| Uj. Kraljevstvo Prvi naslov |